# NMB48
NMB48 (đọc là "N.M.B. Forty Eight) là nhóm nhạc nữ thần tượng Nhật Bản được thành lập bởi Akimoto Yasushi, đây là nhóm nhạc chị em thứ 3 của AKB48 tại Nhật Bản ra mắt năm 2010. Nhóm được đặt theo tên quận Namba thuộc Thành phố Ōsaka, tỉnh Ōsaka, nhóm biểu diễn tại nhà hát NMB48 Theater đặt tại Yes-Namba Building. Nhóm đã bán được gần 9 triệu bản CD tại Nhật Bản

## Lịch sử

### 2010-2011: Ra mắt & những bước tiến đầu tiên
Vào ngày 10 tháng 7 năm 2010,  AKB48 công bố thành lập nhóm chị em thứ 3 tại Nhật Bản đặt tại Namba, các buổi thử giọng tiến hành vào tháng 8 cùng các thành viên SKE48, sau đó chính thức hoạt động vào ngày 9 tháng 10, Akimoto Yasushi cho biết 26 thực tập sinh sẽ là các thành viên thuộc thế hệ thứ nhất, nhóm ra mắt tại sự kiện AKB48 Tokyo Autumn Festival.
Nhóm biểu diễn tại nhà hát lần đầu vào ngày đầu năm 2011, nhóm ra mắt Team N ngày 10 tháng 3, Yamamoto Sayaka được chọn là đội trưởng, thế hệ thứ 2 ra mắt vào tháng 5 với 23 thành viên, nhóm phát hành single đầu tay "Zetsumetsu Kurokami Shōjo" vào ngày 20 tháng 7, bán được 218,000 bản trong tuần đầu, khiến NMB48 trở thành nhóm nhạc nữ thứ 2 sau Passport đạt vị trí số 1 với single đầu tay tại bảng xếp hạng Oricon

### 2012: Thế hệ thứ 3+4, 4 single trong năm
Vào đầu năm 2012, nhóm công bố ra mắt Team M với 16 thành viên, với Shimada Rena làm đội trưởng, họ có màn trình diễn tại nhà hát lần đầu sau đó 3 tháng, NMB48 ra mắt thế hệ thứ 3 vào tháng 2 với 23 thành viên. Trong concert AKB48 in TOKYO DOME vào tháng 8, thành viên Yokoyama Yui (Team A /AKB48) được thông báo sẽ làm thành viên kiêm nhiệm cho nhóm, còn Kotani Riho cùng Watanabe Miyuki đi theo chiều ngược lại
Nhóm ra mắt single thứ 3 "Junjou U-19" vào ngày 8/2,ra mắt ở vị trí thứ 1 bảng xếp hạng Oricon, bán được 329,438 bản trong tuần đầu và tổng 376,563 bản,, single thứ 4 "Nagiichi" phát hành ngày 9/5 bán được tổng cộng 451,489 bản, single thứ 5 "Virginity" phát hành ngày 8/8 bán được tổng cộng 396,543 bản, single thứ 6 "Kitagawa Kenji" phát hành ngày 7/11 bán được tổng cộng 410,269 bản
Vào ngày 3/9, Eriko Jo (Team M) thông báo rời nhóm, cô có buổi biểu diễn tốt nghiệp tại nhà hát vào 28/9, 2 thành viên Team M tuyên bố từ chức vào đầu tháng 10, 3 thực tập sinh Team M được thăng cấp vào 9/10, Yagura Fuuko trở thành center mới cho Team M. Vào 10/10, Team BII ra đời với 16 thành viên thế hệ thứ 3, vào 19/12 Yokoyama Yui được thăng cấp vào Team N. Nhóm công bố thế hệ thứ 4 vào cuối năm

### 2013: Bokura no Eureka, Kamonegix,album đầu tiênTeppen Tottande!
Nhóm phát hành album đầu tiên "Teppen Tottande!" vào 27/2, giành được vị trí đầu tiên của bảng xếp hạng Oricon, bán được 326.000 bản trong tuần đầu tiên cùng 2 chứng nhận bạch kim từ RIAJ.
Vào ngày 18/4, Yamada Nana chuyển từ Team N sang Team M, 2 thực tập sinh Koga Naruma và Nishimura Aika được thăng cấp Team N. Tại concert AKB48 Group Concert in the Nippon Budokan ngày 28/4, Yokoyama Yui cho biết sẽ kết thúc việc kiêm nhiệm, còn Miori Ichikawa làm kiêm nhiệm cho Team N. Nhóm tham gia cuộc tổng tuyển cử cho single thứ 32 của AKB48 vào 8/6
Nhóm ra mắt phim NMB48 Geinin! THE MOVIE Owarai Seishun Girls! vào 1/8
Single thứ 7- "Bokura no Eureka" ra mắt ngày 19/6, ra mắt ở vị trí thứ 1 bảng xếp hạng Oricon, bán được 481,843 bản trong tuần đầu và tổng 558,892 bản, single thứ 8 "Kamonegix" phát hành ngày 2/10 bán được tổng cộng 509,210 bản Nhóm có lần đầu xuất hiện tại đại nhạc hội NHK Kōhaku Uta Gassen lần thứ 64 với AKB48

### 2014:Takane no Ringo, Rashikunai, album thứ 2Sekai no Chuushin wa Osaka ya 〜Namba Jichiku〜
Trong sự kiện AKB48 Group Dai Sokaku Matsuri vào tháng 2/2014, NMB48 đã trải qua lần thay đổi đội hình lần đầu tiên. Kashiwagi Yuki, Murashige Anna và Takayanagi Akane được chọn làm kiêm nhiệm. Các đồng đội trưởng cho mọi đội đã được công bố. Ichikawa Miori, Fujie Reina và Umeda Ayaka đã được chuyển  từ AKB48 sang NMB48. Các center  Yamamoto Sayaka và Watanabe Miyuki được chọn làm kiêm nhiệm, còn Ogasawara Mayu chuyển sang AKB48.
Vào ngày 15/10, Yamada Nana  thông báo tốt nghiệp trong buổi biểu diễn  kỷ niệm 4 năm của nhóm và sẽ tốt nghiệp vào ngày 3/4/2015.

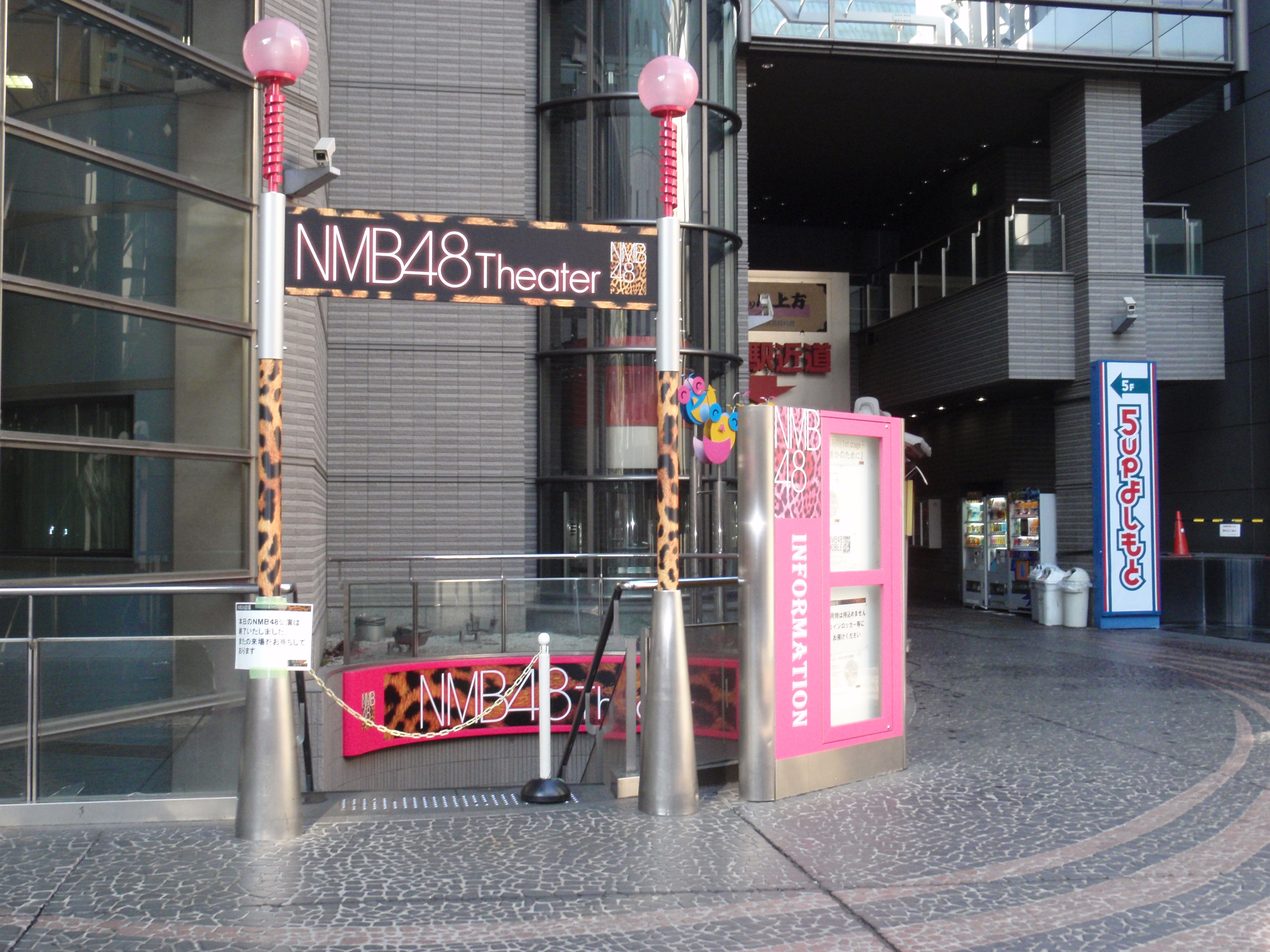
Nhà hát của NMB48

Nhóm phát hành single thứ 9 "Takane no Ringo" vào ngày 26/3,ra mắt ở vị trí thứ 1 bảng xếp hạng Oricon, bán được 406,579 bản trong tuần đầu và tổng 451,949 bản, single thứ 10- "Rashikunai" ra mắt ngày 5/11, bán được 420,326 bản trong tuần đầu và tổng 499,659 bản. Nhóm phát hành album thứ 2 Sekai no Chuushin wa Osaka ya 〜Namba Jichiku〜 vào 13/8, giành được vị trí #2 bảng xếp hạng Oricon, bán được 325,249 bản trong tuần đầu tiên và tổng 399,721 bản

### 2015:Don't look back!, Durian Shounen, Must be now
Nhóm tổ chức tour diễn NMB48 Arena Tour 2015 ~Tookunitemo~ từ 3-26/2
Trong concert  AKB48 Spring Concert 〜Jikiso Imada Shugyouchu!〜 ngày 26/3, 3 thành viên Yuki Kashiwagi, Murashige Anna và Takayanagi Akane sẽ thôi chức kiêm nhiệm cho nhóm, Watanabe Miyuki làm điều tương tự tại SKE48 để về AKB48
Single thứ 11- "Don't look back!" ra mắt ngày 31/3, ra mắt ở vị trí thứ 2 bảng xếp hạng Oricon, bán được 447,282 bản trong tuần đầu và tổng 532,379 bản, cùng 3 chứng nhận bạch kim từ RIAJ, đây là single đầu tiên Yamada Nana làm center, cũng là single cuối cùng cô hoạt động cùng nhóm
Yamada Nana tốt nghiệp vào ngày 3/4, Reina Fujie được bổ nhiệm làm đội trưởng Team M. Azusa Uemura chính thức được chỉ định vào Team M.
Nhóm phát hành single thứ 12 "Durian Shounen" vào ngày 15/7,ra mắt ở vị trí thứ 1 bảng xếp hạng Oricon, bán được 371,276 bản trong tuần đầu và tổng 450,301 bản cùng 2 chứng nhận bạch kim từ RIAJ, đây là single đầu tiên Sutou Ririka làm center
Single thứ 13- "Must be now" ra mắt ngày 7/10, bán được 307,036 bản trong tuần đầu và tổng 418,060 bản, cùng 2 chứng nhận bạch kim từ RIAJ
Trong concert NMB48 Request Hour Setlist Best 100, nhóm cho biết sẽ tổ chức concert kỷ niệm 5 năm ra mắt nhóm. Concert kỷ niệm 5 năm ra mắt nhóm tổ chức từ 20-22/10.tại Osaka Jo Hall, Kadowaki Kanako thông báo tốt nghiệp trong concert

### 2016: Thế hệ thứ 5,Amagami Hime, Boku wa Inai, Boku Igai no Dareka, phim tài liệuDoutonbori yo, Nakase te Kure DOCUMENTARY of NMB48
Nhóm ra mắt phim tài liệu  Doutonbori yo, Nakase te Kure DOCUMENTARY of NMB48 vào ngày 29/1, trở thành phim đầu tiên của AKB48 được trình chiếu tại Liên hoan phim Quốc tế Hồng Kông lần thứ 40 (từ ngày 21/3 đến ngày 4/4). Watanabe Miyuki thông báo tốt nghiệp, còn Yamamoto Sayaka từ chức khỏi Team K- AKB48 vào ngày 3/4
Single thứ 14- "Amagami Hime" ra mắt ngày 27/4, bán được 230,163 bản trong tuần đầu và tổng 293,812 bản Nhóm công bố thế hệ thứ 5 vào 28/6 với 10 thành viên
Nhóm tổ chức concert tốt nghiệp  Saigo Made Warukii de Gomennasai cho Watanabe Miyuki từ 3-4/7
Nhóm phát hành single thứ 15 "Boku wa Inai" vào ngày 3/8,ra mắt ở vị trí thứ 1 bảng xếp hạng Oricon, bán được 304,315 bản trong tuần đầu và tổng 363,583 bản, đây là single cuối cùng Watanabe Miyuki hoạt động cho nhóm, MV cho bài hát chủ đề quay ở Thái Lan
Vào tháng 10, KYORAKU Yoshimoto. Holdings đã chuyển giao quyền điều hành cho AKS
Nhóm phát hành single thứ 16 "Boku Igai no Dareka" vào ngày 28/12,ra mắt ở vị trí thứ 1 bảng xếp hạng Oricon, bán được 406,579 bản trong tuần đầu và tổng 451,949 bản

### 2017:Warota People, album thứ 3Namba Ai ～Ima, Omou Koto～,tour diễn châu ÁNMB48 ASIA TOUR 2017
Vào ngày 11/3, nhóm tổ chức sự kiện "NMB48「誰かのために」プロジェクト What can I do for someone? in 京セラドーム大阪" tại Kyocera Dome Osaka để ủng hộ tái thiết sau Động đất và sóng thần Tōhoku 2011 

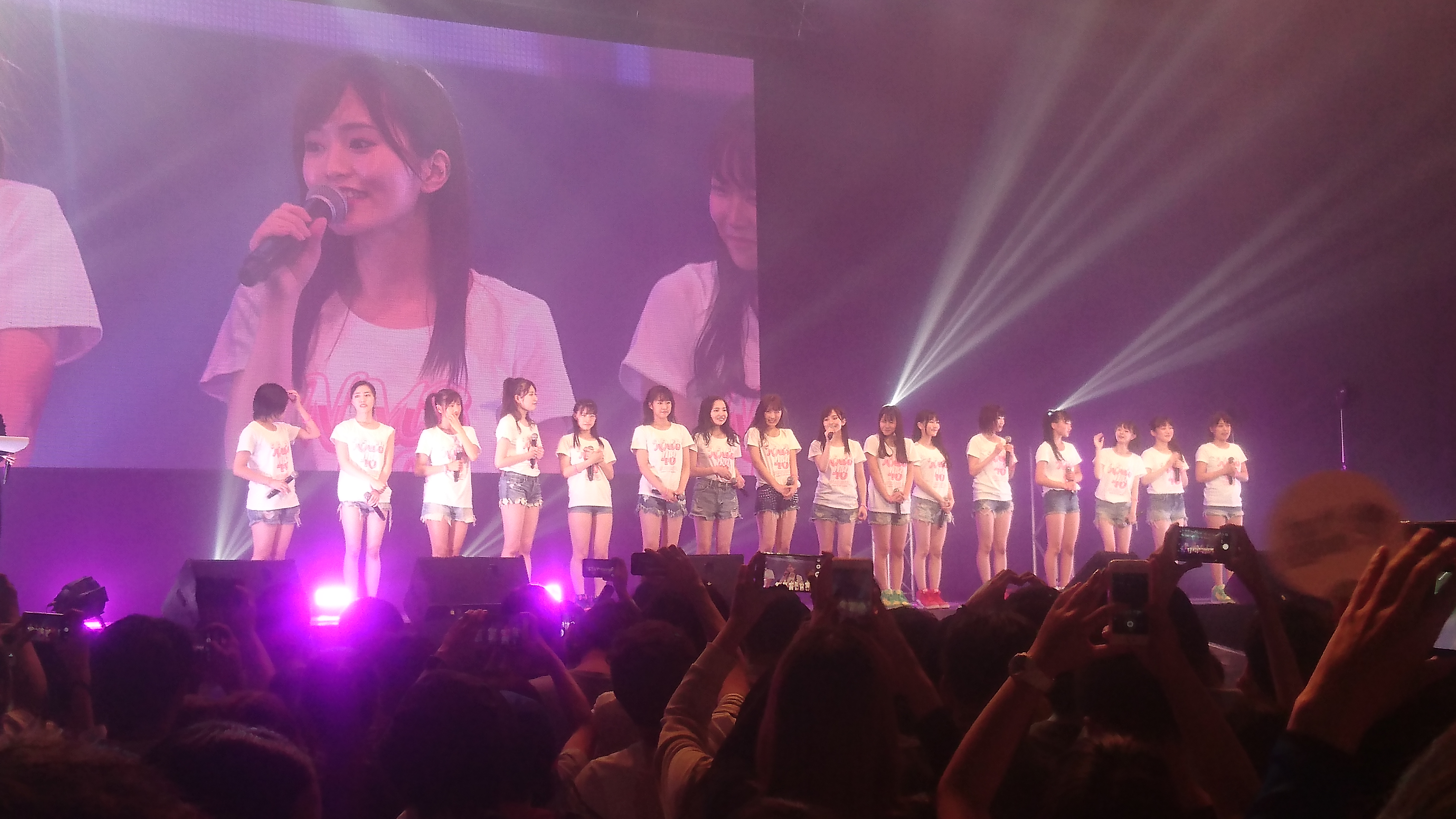
NMB48 trong chuyến lưu diễn châu Á tại Bangkok 2017

Nhóm phát hành album thứ 3 "Namba Ai ～Ima, Omou Koto～" vào 2/8, bán được 159,387 bản trong tuần đầu tiên cùng chứng nhận vàng từ RIAJ
Nhóm tổ chức tour diễn châu Á đầu tiên NMB48 ASIA TOUR 2017 bắt đầu tại Thái Lan vào 14/8, sau đó là Hồng Kông vào 29/9 và  tại Đài Loan vào ngày 1/10
Nhóm tổ chức tour diễn NMB48 Arena Tour 2017 ngày 20/9 tại Yokohama Arena, ngày 23/9 tại Cung thể thao Nippon Gaishi Hall và ngày 11-12/10 tại Osaka Jo Hall từ 11-12/10
Nhóm ra mắt single thứ 17 "Warota People" vào ngày 27/12, ra mắt ở vị trí thứ 1 bảng xếp hạng Oricon, bán được 273,499 bản trong tuần đầu và tổng 338,133 bản, đây là single duy nhất trong năm của nhóm

### 2018:Yokubomono, Boku Datte naichau yo,tham gia Produce 48, thế hệ thứ 6
Nhóm phát hành single thứ 18 Yokubomono ngày 4/4, bán được 193,740 bản trong tuần đầu và tổng 271,856 bản
Vào 15/6, 6 thành viên Naiki Kokoro, Umeyama Cocona, Shiroma Miru, Kato Yuuka, Uemura Azusa, Murase Sae nằm trong 39 thành viên các nhóm thuộc AKB48 tại Nhật Bản tham gia chương trình thực tế sống còn Produce 48 của đài Mnet để cạnh tranh với 57 thực tập sinh từ chủ nhà Hàn Quốc cho 12 vị trí của nhóm nhạc sẽ hoạt động tại Hàn Quốc và Nhật Bản trong 2,5 năm, Umeyama Cocona cùng Uemura Azusa bỏ cuộc, còn Naiki Kokoro, Kato Yuuka, Murase Sae và Shiroma Miru xếp hạng 87, 74, 22 và 20, tất cả đều không lọt vào đội hình cuối cùng của nhóm Iz*One.
NMB48 ra mắt thế hệ thứ 6 vào 28/7 với 14 thành viên, trong tour diễn NMB48 Arena Tour 2017 vào 30/7, Yamamoto Sayaka- đội trưởng Team N thông báo tốt nghiệp.
Vào ngày 17/10, single thứ 19 "Boku Datte naichau yo" được phát hành, bán được 238,269 bản trong tuần đầu và tổng 347,928 bản.
Vào ngày 27/10, buổi biểu diễn tốt nghiệp của Yamamoto Sayaka " SAYAKA SONIC ～Sayaka, Sasayaka, Sayonara, Sayaka～", buổi biểu diễn ngoài trời lớn nhất và đầu tiên trong lịch sử NMB48, được tổ chức tại  Expo '70 Commemorative Park East Square. Vào ngày 4/11, Yamamoto Sayaka tổ chức một buổi biểu diễn tốt nghiệp, và Kojima Karin  được đề cử làm đội trưởng kế nhiệm.
Vào ngày 31/12, Shiroma Miru  cùng 15 thành viên khác của AKB48 biểu diễn bài hát "Koisuru Fortune Cookie" với BNK48 trong đại nhạc hội NHK Kōhaku Uta Gassen lần thứ 69 (第69回NHK紅白歌合戦, The 69th NHK Red & White Song Battle)

### 2019: Tokonoma Seiza Musume, Bokou e Kaere!, Hatsukoi Shijo Shugi
Nhóm phát hành single thứ 20 Tokonoma Seiza Musume ngày 20/2, bán được 196,592 bản trong tuần đầu và tổng 339,477 bản

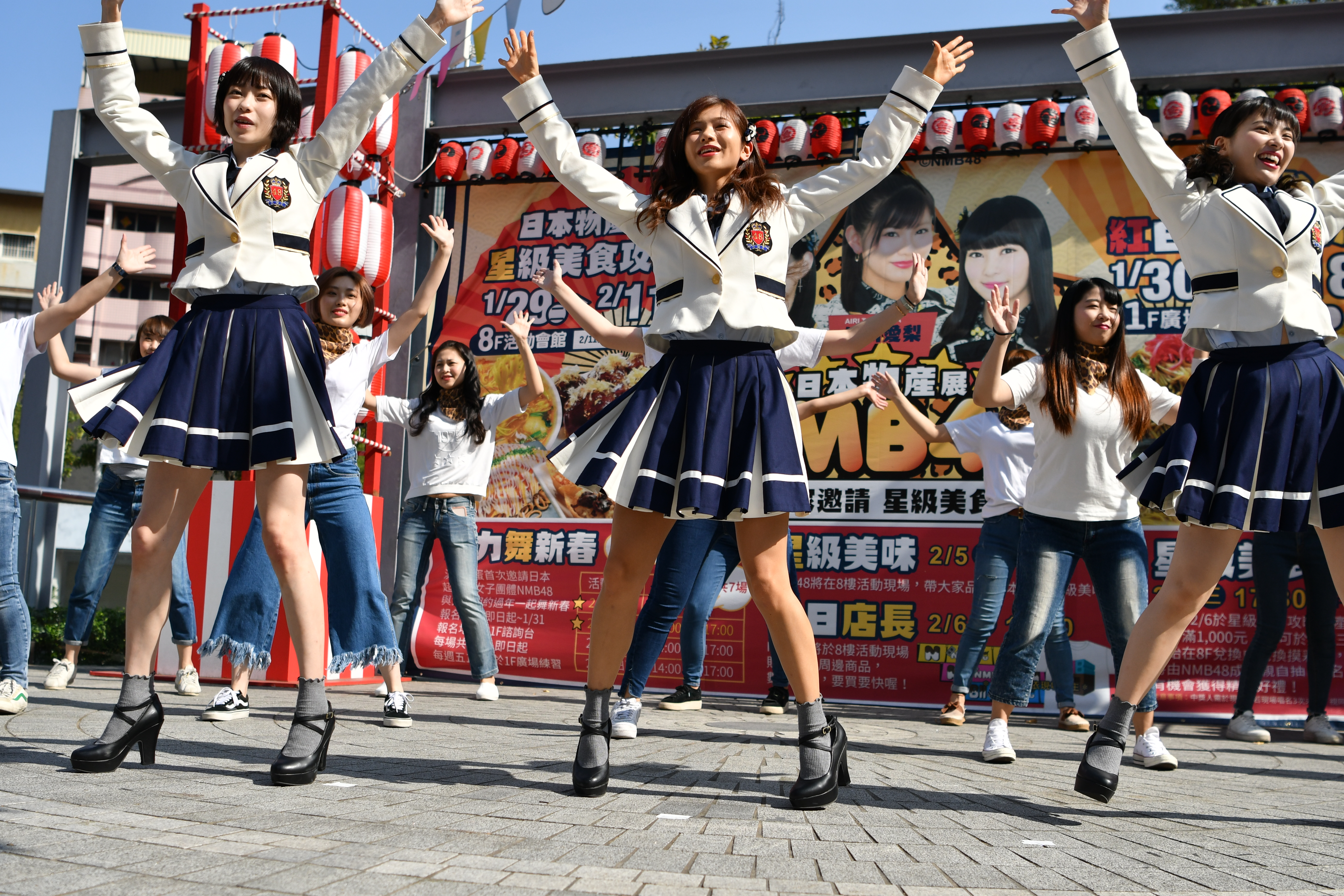
NMB48 biểu diễn tại Hanshin Arena (Đài Loan) năm 2019

Nhóm tổ chức tour diễn NMB48 Kinki Juuban Shoubu 2019 từ 26/3 đến 23/4, cùng NMB48 LIVE TOUR 2019 in Summer tổ chức khắp Nhật Bản từ 4-21/9
Vào tháng 6, KYORAKU Yoshimoto. Holdings nắm lại quyền điều hành từ AKS
Vào ngày 14/8, single thứ 21 "Bokou e Kaere!" được phát hành, bán được 195,471 bản trong tuần đầu và tổng 284,977 bản
Ota Yuuri thông báo tốt nghiệp vào 4/9, nhóm tổ chức buổi biểu diễn tốt nghiệp cho Ota Yuuri ～I wanna keep loving you～ vào 25/11 tại  Kobe World Memorial Hall ở Hyogo
Nhóm ra mắt single thứ 22 Hatsukoi Shijo Shugi ngày 6/11, bán được 166,684 bản trong tuần đầu và tổng 261,625 bản

### 2020:Datte Datte Datte, Koi Nanka No thank you!,thế hệ thứ 7 ra mắt
Nhóm phát hành single thứ 23 Datte Datte Datte ngày 19/8, nhóm công bố thế hệ thứ 7 vào 12/9 với 11 thành viên
Nhân kỷ niệm 10 năm ra mắt, nhóm phát hành sách ảnh NMB48 10th Anniversary Book vào ngày 22/10, nhóm tổ chức concert "NMB48 10 Anniversary LIVE-One for all, All for one-"  vào ngày 23/10 tại Osaka Jou Hall, sau đó nhóm tổ chức buổi biểu diễn tốt nghiệp cho Yoshida Akari  vào ngày 24/10
Nhóm phát hành single thứ 24 Koi Nanka No thank you! ngày 18/11, nhóm tổ chức buổi biểu diễn tốt nghiệp cho Murase Sae ngày 14/12 tại Orix Theater

### 2021: Thay đổi đội hình,Shidare Yanagi
Vào ngày 1/1, nhóm tổ chức sự kiện 2021 NMB48 新春お年玉特別配信!  , trong sự kiện NAMBATTLE ~Tatakawana NMB Chauyarou!~ (NAMBATTLE ～戦わなNMBちゃうやろっ！～), nhóm quyết định giải thể 3 team N, M, BII Nhóm tổ chức buổi biểu diễn tốt nghiệp cho Yamamoto Ayaka vào 3/3
Vào ngày 19/4, nhóm thông báo sẽ ra mắt single thứ 25- Shidare Yanagi vào ngày 16/6, đồng thời cho biết đây sẽ là single cuối cùng của Shiroma Miru- thành viên từ thế hệ đầu tiên. Cô sẽ có buổi biểu diễn tốt nghiệp ngày 15/8 tại nhà hát

### 2022: Thế hệ thứ 8
Vào ngày 1/1, nhóm thông báo mở lại 3 team N, M, BII, cũng như quyết định thăng cấp cho 14 thực tập sinh thế hệ thứ 8 vào team BII; đồng thời nhóm cho biết single thứ 26 của NMB48 sẽ được phát hành vào ngày 23/2.

## Thành viên

### Thành viên chính thức
| Tên                   | Kanji      | Nghệ danh             | Thế hệ  | Ngày sinh         | Nơi sinh        | Ghi chú                |
| Team N                | Team N     | Team N                | Team N  | Team N            | Team N          | Team N                 |
| --------------------- | ---------- | --------------------- | ------- | ----------------- | --------------- | ---------------------- |
| Ishida Yuumi          | 石田優美   | Yuumin (ゆうみん)     | 2       | 12 tháng 10, 1998 | Hyogo           |                        |
| Ishizuka Akari        | 石塚朱莉   | Anchu (あんちゅ)      | 3       | 11 tháng 7, 1997  | Chiba           |                        |
| Izumi Ayano           | 泉綾乃     | Aanon (あーのん)      | Draft 3 | 22 tháng 11, 2004 | Kyoto           |                        |
| Okamoto Rena          | 岡本怜奈   | Renatan (れなたん)    | 6       | 22 tháng 12, 2005 | Osaka           |                        |
| Ogawa Yuuka           | 小川結夏   | Yuuka (ゆうか)        | 6       | 24 tháng 6, 1998  | Kanagawa        |                        |
| Kato Yuuka            | 加藤夕夏   | Uuka (うーか)         | 3       | 1 tháng 8, 1997   | Osaka           |                        |
| Kojima Karin          | 小嶋花梨   | Kojirin (こじりん)    | 5       | 19 tháng 7, 1999  | Saitama         |                        |
| Kitamura Mana         | 北村真菜   | Manatii (まなてぃ)    | 6       | 4 tháng 6, 2005   | Osaka           |                        |
| Shibuya Nagisa        | 渋谷凪咲   | Nagisa (なぎさ)       | 4       | 25 tháng 8, 1996  | Osaka           |                        |
| Shimizu Rika          | 清水里香   | Rikatii (りかてぃー)  | 5       | 15 tháng 9, 1998  | Chiba           |                        |
| Shinzawa Nao          | 新澤菜央   | Shinshin (しんしん)   | 6       | 2 tháng 8, 1998   | Hyogo           |                        |
| Shobu Marin           | 菖蒲まりん | Marin (まりん)        | 6       | 29 tháng 12, 1999 | Hokkaido        |                        |
| Sugiura Kotone        | 杉浦琴音   | Kotochan (ことちゃん) | Draft 3 | 18 tháng 12, 2000 | Aichi           |                        |
| Nakagawa Mion         | 中川美音   | Mion (みおん)         | 5       | 16 tháng 11, 2002 | Osaka           |                        |
| Hara Karen            | 原かれん   | Karentan (かれんたん) | 6       | 15 tháng 3, 2001  | Osaka           |                        |
| Hirayama Mai          | 平山真衣   | Maitii (まいてぃー)   | 7       | 16 tháng 11, 2002 | Osaka           | Thăng cấp từ 14/8/2021 |
| Mizuta Shiori         | 水田詩織   | Shiori (しおり)       | 5       | 21 tháng 12, 1998 | Ehime           |                        |
| Minami Haasa          | 南羽諒     | Haasa (はあさ)        | Draft 3 | 2 tháng 4, 2001   | Osaka           |                        |
| Miyake Yuria          | 三宅ゆりあ | Yuria (ゆりあ)        | 6       | 16 tháng 5, 2005  | Kyoto           |                        |
| Yasuda Momone         | 安田桃寧   | Momone (ももね)       | Draft 2 | 8 tháng 6, 2001   | Osaka           |                        |
| Yamasaki Amiru        | 山崎亜美瑠 | Amirun (あみるん)     | Draft 3 | 21 tháng 7, 2001  | Hyogo           |                        |
| Yamamoto Mikana       | 山本望叶   | Mikanyan (みかにゃん) | Draft 3 | 11 tháng 3, 2002  | Yamaguchi       |                        |
| Wada Miyu             | 和田海佑   | Myuu (みゅう)         | 7       | 29 tháng 3, 1997  | Hyogo           | Thăng cấp từ 1/1/2022  |
| Team M                |            |                       |         |                   |                 |                        |
| Sadano Haruka         | 貞野遥香   | Haruchan (はるちゃん) | 6       | 30 tháng 6, 2002  | Osaka           |                        |
| Abe Wakana            | 安部若菜   | Wakapon (わかぽん)    | Draft 3 | 18 tháng 7, 2001  | Osaka           |                        |
| Uno Mizuki            | 鵜野みずき | Miikki (みぃーき)     | 2       | 23 tháng 10, 1996 | Nara            |                        |
| Umeyama Cocona        | 梅山恋和   | Cocona (ココナ)       | 5       | 7 tháng 8, 2003   | Osaka           |                        |
| Kawakami Chihiro      | 川上千尋   | Chihhii (ちっひー)    | 4       | 17 tháng 12, 1998 | Osaka           |                        |
| Shiotsuki Keito       | 塩月希依音 | Keito (けいと)        | Draft 3 | 15 tháng 12, 2005 | Osaka           |                        |
| Jonishi Rei           | 上西怜     | Reechan (れーちゃん)  | 5       | 28 tháng 5, 2001  | Shiga           |                        |
| Deguchi Yuina         | 出口結菜   | Yuina (ゆいな)        | 6       | 22 tháng 6, 2001  | Nara            |                        |
| Nakano Mirai          | 中野美来   | Miichan (みぃちゃん)  | Draft 3 | 10 tháng 12, 2002 | Nara            |                        |
| Hori Shion            | 堀詩音     | Shion (しおん)        | Draft 2 | 29 tháng 5, 1996  | Hokkaido        |                        |
| Hongo Yuzuha          | 本郷柚巴   | Yuzu (ゆず)           | Draft 2 | 12 tháng 1, 2003  | Osaka           |                        |
| Maeda Reiko           | 前田令子   | Reiko (れいこ)        | Draft 3 | 26 tháng 9, 2000  | Osaka           |                        |
| Manabe Anju           | 眞鍋杏樹   | Anju (アンジュ)       | 7       | 10 tháng 6, 2002  | Hyogo           | Thăng cấp từ 14/8/2021 |
| Team BII (Kenkyuusei) |            |                       |         |                   |                 |                        |
| Asao Momoka           | 浅尾桃香   | Mocchan (もっちゃん)  | 7       | 6 tháng 2, 2004   | Tokyo           |                        |
| Orisaka Koharu        | 折坂心春   | Kohatan (こはたん)    | 7       | 6 tháng 3, 2002   | Osaka           |                        |
| Kameno Zion           | 瓶野神音   | Zion (じおん)         | 7       | 2 tháng 9, 2007   | Hyogo           |                        |
| Kuroda Fuuwa          | 黒田楓和   | Fuwarin (ふわりん)    | 7       | 19 tháng 9, 2004  | Tottori         |                        |
| Satsuki Aika          | 佐月愛果   | Aipi (あいぴ)         | 7       | 30 tháng 4, 2002  | Osaka           |                        |
| Sumino Wakana         | 隅野和奏   | Wakanyan (わかニャン) | 7       | 16 tháng 7, 2003  | Osaka           |                        |
| Hayakawa Yuna         | 早川夢菜   | Yunanan (ゆななん)    | 7       | 19 tháng 9, 2002  | Osaka           |                        |
| Yoshino Misaki        | 芳野心咲   | Misaki (みさき)       | 7       | 13 tháng 3, 2008  | Aichi           |                        |
| Lee Si-yeon           | 李 始燕    | Shiyomin (しよみん)   | 7.5     | 16 tháng 5, 2000  | Seoul, Hàn Quốc |                        |
| Ike Honoka            | 池帆乃香   | Hono (ほの)           | 8       | 16 tháng 12, 2003 | Nara            |                        |
| Kuroshima Sakura      | 黒島咲花   | Sakuchan (さくちゃん) | 8       | 7 tháng 4, 2009   | Osaka           |                        |
| Sakashita Mako        | 坂下真心   | Makochi (まこち)      | 8       | 2 tháng 8, 2005   | Osaka           |                        |
| Sakata Misaki         | 坂田心咲   | Sakatan (さかたん)    | 8       | 23 tháng 10, 1996 | Osaka           |                        |
| Sakamoto Risa         | 坂本理紗   | Risa (リサ)           | 8       | 24 tháng 12, 2008 | Hyogo           |                        |
| Sakurada Ayaka        | 桜田彩叶   | Ayapyon (あやぴょん)  | 8       | 17 tháng 12, 1998 | Okayama         |                        |
| Takahashi Sae         | 高橋紗恵   | Sae (さえ)            | 8       | 31 tháng 10, 2003 | Oita            |                        |
| Tatsumoto Yayoi       | 龍本弥生   | Yayoi (やよい)        | 8       | 2 tháng 3, 2005   | Hyogo           |                        |
| Tanaka Yukino         | 福野杏実   | Yukino (ゆきの)       | 8       | 16 tháng 11, 2007 | Osaka           |                        |
| Fukuno Ami            | 福野杏実   | Ami (あみー)          | 8       | 2 tháng 8, 2005   | Osaka           |                        |
| Matsuoka Sakura       | 松岡さくら | Sakura (さくら)       | 8       | 24 tháng 6, 2003  | Osaka           |                        |
| Matsuno Mio           | 松野美桜   | Miochi (みおち)       | 8       | 4 tháng 4, 2001   | Kyoto           |                        |
| Matsumoto Mihina      | 松本海日菜 | Mihhii (みっひー)     | 8       | 22 tháng 5, 2008  | Hyogo           |                        |
| Yamamoto Hikaru       | 山本光     | Pikarun (ぴかるん)    | 8       | 23 tháng 5, 2006  | Mie             |                        |

### Cựu thành viên
| Tên                             | Team | Ngày sinh         | Ghi chú                                                                               |
| ------------------------------- | ---- | ----------------- | ------------------------------------------------------------------------------------- |
| Mori Ayaka (森 彩華)            | N    | 23 tháng 5, 1996  | Tốt nghiệp ngày 25/6/2011                                                             |
| Shiori Matsuda (松田 栞)        | N    | 18 tháng 6, 1995  | Tốt nghiệp ngày 24/10/2012                                                            |
| Kanna Shinohara (篠原 栞那)     | N    | 22 tháng 9, 1997  | Tốt nghiệp ngày 12/4/2013                                                             |
| Yokoyama Yui (横山 由依)        | N    | 8 tháng 12, 1992  | Đã hủy bỏ vị trí kiêm nhiệm với NMB48 vào ngày 20/5/2013                              |
| Fukumoto Aina (福本 愛菜)       | N    | 25 tháng 3, 1993  | Tốt nghiệp ngày 1/7/2013                                                              |
| Keira Yogi (與儀 ケイラ)        | N    | 18 tháng 10, 1999 | Tốt nghiệp ngày 2/7/2014                                                              |
| Yamauchi Tsubasa (山内 つばさ)  | N    | 6 tháng 6, 2000   | Tốt nghiệp ngày 26/1/2015                                                             |
| Yamagishi Natsumi (山岸 奈津美) | N    | 16 tháng 9, 1994  | Tốt nghiệp ngày 12/3/2015                                                             |
| Kono Saki (河野 早紀)           | N    | 18 tháng 6, 1994  | Tốt nghiệp ngày 30/4/2015                                                             |
| Kashiwagi Yuki (柏木 由紀)      | N    | 15 tháng 7, 1991  | Đã hủy bỏ vị trí kiêm nhiệm với NMB48 vào ngày 26/3/2015                              |
| Murashige Anna (村重 杏奈)      | N    | 29 tháng 7, 1998  | Đã hủy bỏ vị trí kiêm nhiệm với NMB48 vào ngày 26/3/2015                              |
| Muro Kanako (室 加奈子)         | N    | 20 tháng 11, 1996 | Tốt nghiệp ngày 16/6/2015                                                             |
| Kotani Riho (小谷 里歩)         | N    | 24 tháng 8, 1994  | Tốt nghiệp ngày 4/2/2016                                                              |
| Nishimura Aika (西村 愛華)      | N    | 12 tháng 1, 1998  | Tốt nghiệp ngày 11/4/2016                                                             |
| Kishino Rika (岸野 里香)        | N    | 4 tháng 6, 1994   | Tốt nghiệp ngày 15/10/2016                                                            |
| Jonishi Kei (上西 恵)           | N    | 18 tháng 3, 1995  | Tốt nghiệp ngày 18/4/2017                                                             |
| Yabushita Shu (薮下 柊)         | N    | 2 tháng 12, 1998  | Tốt nghiệp ngày 19/4/2017                                                             |
| Sutou Ririka (須藤 凜々花)      | N    | 23 tháng 11, 1996 | Tốt nghiệp ngày 30/8/2017                                                             |
| Yamamoto Sayaka (山本 彩)       | N    | 14 tháng 7, 1993  | Tốt nghiệp ngày 4/11/2018                                                             |
| Matsumura Megumi (松村 芽久未)  | N    | 26 tháng 6, 1995  | Tốt nghiệp ngày 24/12/2017                                                            |
| Mizokawa Mirai (溝川 実来)      | N    | 13 tháng 5, 2004  | Tốt nghiệp ngày 28/3/2018                                                             |
| Ichikawa Miori (市川 美織)      | N    | 12 tháng 2, 1994  | Tốt nghiệp ngày 1/5/2018                                                              |
| Shiroma Miru (白間 美瑠)        | N    | 4 tháng 10, 1997  | Tốt nghiệp ngày 31/8/2021                                                             |
| Namba Hinata (南波陽向          | N    | 12 tháng 4, 2001  | Tốt nghiệp ngày 20/9/2021                                                             |
| Kawano Nanaho (河野奈々帆       | N    | 18 tháng 5, 2002  | Tốt nghiệp ngày 30/11/2021                                                            |
| Kodakari Yuka (小鷹 狩佑香)     | M    | 5 tháng 8, 1997   | Tốt nghiệp ngày 6/5/2012                                                              |
| Jo Eriko (城 恵理子)            | M    | 27 tháng 11, 1998 | Tốt nghiệp ngày 28/9/2012, sau đó trở lại NMB48 làm Thực tập sinh vào ngày 13/10/2013 |
| Fujita Runa (藤田 留奈)         | M    | 25 tháng 11, 1997 | Tốt nghiệp ngày 3/10/2012                                                             |
| Ota Riona (太田 里織菜)         | M    | 31 tháng 12, 1996 | Tốt nghiệp ngày 25/10/2012                                                            |
| Hikawa Ayame (肥川 彩愛)        | M    | 8 tháng 11, 1994  | Tốt nghiệp ngày 22/12/2012                                                            |
| Yamamoto Hitomi (山本 ひとみ)   | M    | 8 tháng 11, 1998  | Tốt nghiệp ngày 30/5/2013                                                             |
| Koyanagi Arisa (小柳 有沙)      | M    | 28 tháng 4, 1995  | Tốt nghiệp ngày 7/2/2014                                                              |
| Rena Shimada (島田 玲奈)        | M    | 5 tháng 8, 1993   | Tốt nghiệp ngày 7/4/2014                                                              |
| Murakami Ayaka (村上 文香)      | M    | 2 tháng 6, 1993   | Tốt nghiệp ngày 13/3/2015                                                             |
| Miura Arisa (三浦 亜莉沙)       | M    | 20 tháng 7, 1996  | Tốt nghiệp ngày 16/3/2015                                                             |
| Yamada Nana (山田 菜々)         | M    | 3 tháng 4, 1992   | Tốt nghiệp ngày 3/4/2015                                                              |
| Takano Yui (高野 祐衣)          | M    | 6 tháng 12, 1993  | Tốt nghiệp ngày 13/7/2015                                                             |
| Kondo Rina (近藤 里奈)          | M    | 23 tháng 2, 1997  | Tốt nghiệp ngày 27/1/2016                                                             |
| Emika Kamieda (上枝 恵美加)     | M    | 13 tháng 7, 1994  | Tốt nghiệp ngày 31/7/2017                                                             |
| Kinoshita Momoka (木下 百花)    | M    | 6 tháng 2, 1997   | Tốt nghiệp ngày 27/9/2017                                                             |
| Nakano Reina (中野 麗来)        | M    | 24 tháng 8, 1999  | Tốt nghiệp ngày 2/5/2018                                                              |
| Ando Erina (安藤 愛璃菜)        | M    | 21 tháng 11, 2003 | Tốt nghiệp ngày 20/8/2018                                                             |
| Umehara Mako (梅原 真子)        | BII  | 11 tháng 1, 1999  | Tốt nghiệp ngày 21/2/2014                                                             |
| Rikako Kobayashi (小林 莉加子)  | BII  | 24 tháng 5, 1996  | Tốt nghiệp ngày 10/4/2014                                                             |
| Akazawa Hono (赤澤 萌乃)        | BII  | 29 tháng 1, 1997  | Tốt nghiệp ngày 16/4/2014                                                             |
| Takayanagi Akane (高柳 明音)    | BII  | 29 tháng 11, 1991 | Đã hủy bỏ vị trí kiêm nhiệm với NMB48 vào ngày 26/3/2015                              |
| Terui Honoka (照井 穂乃佳)      | BII  | 18 tháng 10, 1998 | Tốt nghiệp ngày 30/6/2015                                                             |
| Kadowaki Kanako (門脇 佳奈子)   | BII  | 24 tháng 10, 1996 | Tốt nghiệp ngày 29/2/2016                                                             |
| Umeda Ayaka (梅田 彩佳)         | BII  | 3 tháng 1, 1989   | Tốt nghiệp ngày 31/3/2016                                                             |
| Watanabe Miyuki (渡辺 美優紀)   | BII  | 19 tháng 9, 1993  | Tốt nghiệp ngày 9/8/2016                                                              |
| Ueda Mirei (植田 碧麗)          | BII  | 2 tháng 2, 1999   | Tốt nghiệp ngày 30/9/2016                                                             |
| Matsuoka Chiho (松岡 知穂)      | BII  | 21 tháng 4, 1998  | Tốt nghiệp ngày 23/10/2016                                                            |
| Kinoshita Haruna (木下 春奈)    | BII  | 9 tháng 6, 1998   | Tốt nghiệp ngày 21/10/2016                                                            |
| Yamaguchi Yuki (山口 夕輝)      | BII  | 17 tháng 10, 1993 | Tốt nghiệp ngày 28/4/2017                                                             |
| Reina Fujie (藤江 れいな)       | BII  | 1 tháng 2, 1994   | Tốt nghiệp ngày 27/5/2017                                                             |
| Yokono Sumire (横野すみれ)      | BII  | 12 tháng 12, 2000 | Tốt nghiệp ngày 23/5/2021                                                             |
| Muranaka Yuki (村中 有基)       | BII  | 4 tháng 3, 1997   | Tốt nghiệp ngày 7/7/2017                                                              |
| Yagura Fuuko (矢倉 楓子)        | BII  | 24 tháng 2, 1997  | Tốt nghiệp ngày 10/4/2018                                                             |
| Okita Ayaka (沖田 彩華)         | BII  | 11 tháng 10, 1995 | Tốt nghiệp ngày 6/9/2018                                                              |
| Uemura Azusa (植村 梓)          | BII  | 4 tháng 2, 1999   | Tốt nghiệp ngày 3/12/2018                                                             |

## Nhóm nhỏ

### Các nhóm nhỏ cho đĩa đơn
- Senbatsu (選抜)
- Undergirls (アンダーガールズ)
- Akagumi (紅組)
- Shirogumi (白組)
- NMB Seven
- Namba Teppoudai Sono (難波鉄砲隊其之)
- Saya Milky (さやみるきー)

### Các nhóm nhỏ biểu diễn
- Queentet
- Danceable!
- Kyunmart
- W1N-C
- LeopAje
- Mix Juice
- Chouzetsu KawaE
- FRONTIER

### Khác
- Nona Diamonds (ノナ ダイヤモンズ)

## Danh sách sự kiện

### Các chuyến lưu diễn & concert
| Năm  | Tên | Thời gian   | Địa điểm                                                                | Chú thích |
| ---- | --- | ----------- | ----------------------------------------------------------------------- | --- |
| 2011 | NMB48 1st Anniversary Special Live | 9/10        | NHK Osaka Hall                                                          | Kỷ niệm 1 năm hoạt động của nhóm                                                                               |
| 2011 | NMB48 in Nicofarre (NMB48 in ニコファーレ) | 25/11       | Roppongi, Minato, Tokyo                                                 | |
| 2012 | Osaka Juuban Shoubu (大阪十番勝負) | 19/4-31/5   | Osaka                                                                   | Chuyến lưu diễn đầu tiên của NMB48                                                                             |
| 2012 | NMB48 Kinki Juuoumujin Concert Tour ~Mina-san, Chapu Chapu shimashou~ (NMB48近畿コンサートツアー～みなさん、ちゃぷちゃぷしましょ～)                                     | 18/7-21/8   | Shiga, Osaka, Kyoto, Nara, Wakayama, Hyogo                              | Chuyến lưu diễn thứ 2                                                                                          |
| 2013 | NMB48 Western Japan Tour 2013 (NMB48西日本ツアー2013) | 4/3-5/4     | Hiroshima, Okayama, Kagawa, Tottori, Fukuoka, Hyogo,Shiga, Osaka,       | Chuyến lưu diễn thứ 3                                                                                          |
| 2013 | NMB48 East Japan Tour 2013 (NMB48東日本ツアー2013) | 11/6-3/7    | Kanagawa, Saitama, Shizuoka, Aichi, Ishikawa, Niigata, Miyagi, Tokyo    | Chuyến lưu diễn thứ 4                                                                                          |
| 2013 | NMB48 Request Hour Setlist Best 30 2013 (NMB48 リクエストアワーセットリストベスト30 2013)                                                                               | 14/8        | Orix Theater                                                            | Người hâm mộ bình chọn cho đĩa đơn / album / bài hát sân khấu yêu thích của NMB48                              |
| 2013 | NMB48 3rd Anniversary Special Live | 12-13/10    | Osaka-jo Hall                                                           | Kỷ niệm 3 năm hoạt động của nhóm                                                                               |
| 2014 | NMB48 Team M Osaka Tour 2014 ~Benchi Atametemashita (NMB48チームM大阪ツアー2014～ベンチ温めてました～                                                                   | 25/2-20/3   | Kishiwada Municipal Namikiri Hall, Osakasayama Culture Hall SAYAKA Hall | Đây là tour diễn solo đầu tiên của Team M                                                                      |
| 2014 | NMB48 in Saitama Super Arena (NMB48 in さいたまスーパーアリーナ) | 4-5/4       | Saitama Super Arena                                                     | SKE48 và HKT48 tham gia                                                                                        |
| 2014 | NMB48 Request Hour Best 50 2014 (NMB48リクエストアワーセットリスト2014ベスト50)                                                                                         | 21-22/5     | Orix Theater                                                            | Người hâm mộ bình chọn cho đĩa đơn/album/ bài hát sân khấu yêu thích của NMB48                                 |
| 2014 | NMB48 National Tour | 9/7-19/9    | Toàn Nhật Bản                                                           | |
| 2014 | NMB48 4th Anniversary Live | 14-16/10    | Osaka Grand Cube                                                        | Kỷ niệm 4 năm hoạt động của nhóm                                                                               |
| 2015 | NMB48 Arena Tour 2015 ~Tookunitemo~ (NMB48 Arena Tour 2015 ～遠くにいても～)                                                                                            | 3-26/2      | Osaka Jo Hall, Aichi Prefectural Gymnasium, Nippon Budokan              | |
| 2015 | NMB48 Request Hour Setlist Best 100 2015 (NMB48リクエストアワーセットリスト2015ベスト100)                                                                               | 15-16/8     | Kobe World Kinen Hall                                                   | Người hâm mộ bình chọn cho đĩa đơn/album/ bài hát sân khấu yêu thích của NMB48                                 |
| 2015 | NMB48 5th Anniversary Live | 20-22/10    | Osaka Jo Hall                                                           | Kỷ niệm 5 năm hoạt động của nhóm                                                                               |
| 2016 | NMB48 LIVE HOUSE Tour 2016 | 22/2-31/3   | Toàn Nhật Bản                                                           | Chuyến lưu diễn thứ 7                                                                                          |
| 2016 | Watanabe Miyuki's Graduation Concert - Saigo Made Warukii de Gomennasai (最後までわるきーでゴメンなさい)                                                                | 3-4/7       | Kobe World Kinen Hall                                                   | Buổi diễn tốt nghiệp của Watanabe Miyuki                                                                       |
| 2016 | NMB48 Request Hour Setlist Best 235 2016 (リクエストアワーセットリストベスト235 2016)                                                                                   | 25-27/8     | Kobe World Kinen Hall                                                   | Người hâm mộ bình chọn cho đĩa đơn/album/ bài hát sân khấu yêu thích của NMB48                                 |
| 2016 | NMB48 Concert 2016 Summer ~Itsu Made Yamamoto Sayaka ni Tayoru no ka?~ (NMB48 コンサート2016 Summer ～いつまで山本彩に頼るのか?～)                                      | 26/8        | Kobe World Memorial Hall                                                | Họ được giao nhiệm vụ bán hết vé và nếu thành công, Center cho Single thứ 16 sẽ không phải là Yamamoto Sayaka. |
| 2016 | NMB48 6th Anniversary Live | 18-19/10    | Kobe World Kinen Hall                                                   | Kỷ niệm 6 năm hoạt động của nhóm                                                                               |
| 2017 | Jonishi Kei Graduation Concert ~ Yappari Keichan ga Number One ~(上西恵卒業コンサート～やっぱり恵ちゃんがナンバーワン～)                                                | 10/4        | Orix Theater                                                            | Buổi diễn tốt nghiệp của Jonishi Kei                                                                           |
| 2017 | Yabushita Shu Graduation Concert ~ Itsumade mo Shu no Egao wo Wasurenai ~ (薮下柊卒業コンサート ～いつまでも柊の笑顔を忘れない～)                                       | 11/4        | Orix Theater                                                            | Buổi diễn tốt nghiệp của Yabushita Shu                                                                         |
| 2017 | Fujie Reina Graduation Concert ~ Fujie Team M Dake no Secret time ~ (藤江れいな卒業コンサート～藤江TeamMだけのSecret time～)                                            | 14/4        | Ichikawa City Cultural Hall, Chiba                                      | Buổi diễn tốt nghiệp của Fujie Reina                                                                           |
| 2017 | Fujie Reina Graduation Concert ~ Kimi no Koto ga Suki Yanen! ~ (藤江れいな卒業コンサート ～君のことが好きやねん!～)                                                     | 17/4        | Orix Theater                                                            | Buổi diễn tốt nghiệp của Fujie Reina                                                                           |
| 2017 | NMB48 Concert 2017 Summer ~Itsu Made Yamamoto Sayaka ni Tayoru no ka? Revenge~ (NMB48 LIVE 2017 in Summer ～いつまで山本彩に頼るのか? Revenge～)                        | 5/8         | Kobe World Memorial Hall                                                | |
| 2017 | NMB48 Arena Tour 2017 | 20/9-12/10  | Yokohama Arena, Nippon Gaishi Hall, Osaka Jo Hall                       | |
| 2018 | Ichikawa Miori Graduation Concert ~Ima ga shun! Namba Sodachi Fresh Lemon, Shukka Shimasu~ (市川美織 卒業コンサート ～今が旬！難波育ちフレッシュレモン、出荷します～)   | 3/4         | Orix Theater                                                            | Buổi diễn tốt nghiệp của Ichikawa Miori                                                                        |
| 2018 | Yagura Fuuko Graduation Concert ~Onaji Sora no Shita de~ (矢倉楓子 卒業コンサート ～同じ空の下で～)                                                                     | 4/4         | Orix Theater                                                            | Buổi diễn tốt nghiệp của Yagura Fuuko                                                                          |
| 2018 | Ichikawa Miori Graduation Concert ~Ima ga shun! Saitama-ken san Fresh Lemon, Shukka Shimasu~ (市川美織 卒業コンサート ～今が旬！埼玉県産フレッシュレモン、出荷します～) | 16/4        | Omiya Sonic City, Saitama                                               | Buổi diễn tốt nghiệp của Ichikawa Miori                                                                        |
| 2018 | NMB48 LIVE TOUR 2018 in Summer | 30/7-28/9   | Toàn Nhật Bản                                                           | |
| 2018 | NMB48 8th Anniversary LIVE | 2/10, 17/10 |                                                                         | Kỷ niệm 8 năm hoạt động của nhóm                                                                               |
| 2018 | Yamamoto Sayaka's Graduation Concert - SAYAKA SONIC ～Sayaka, Sasayaka, Sayonara, Sayaka～ (SAYAKA SONIC ～さやか、ささやか、さよなら、さやか～)                        | 27/10       | Expo '70 Commemorative Park East Square                                 | Buổi diễn tốt nghiệp của Yamamoto Sayaka                                                                       |
| 2019 | NMB48 Kinki Juuban Shoubu 2019 (NMB48 近畿⼗番勝負2019) | 26/3- 23/4  | Toàn Nhật Bản                                                           | |
| 2019 | NMB48 LIVE TOUR 2019 in Summer | 4-21/9      | Tokyo, Hyogo, Miyagi, Aichi                                             | |
| 2019 | Kawakami Rena Graduation Concert ～Nikorame Tsudzukete 9-nen! Oishiku Meshiagare～(川上礼奈 卒業コンサート ～煮込まれ続けて9年!おいしく召し上がれ!～)                   | 25/10       | Zepp Namba                                                              | Buổi diễn tốt nghiệp của Kawakami Rena                                                                         |
| 2019 | Ota Yuuri Graduation Concert ～I wanna keep loving you～ | 25/11       | Kobe World Memorial Hall                                                | Buổi diễn tốt nghiệp của Ota Yuuri                                                                             |
| 2020 | NMB48 Senbatsu Member Concert ～10-Nen-me mo Live Shijo Shugi～(NMB48選抜メンバーコンサート～10年目もライブ至上主義～)                                                  | 19/1        | Tokyo Dome City Hall                                                    | |
| 2020 | NMB48 Umeyama Cocona Solo Concert ~ Warai ume Hanjo de Mochi Motte koi!~ (NMB48梅山恋和ソロコンサート～笑梅繁盛で餅もって恋！～)                                        | 25/1        | Tokyo Dome City Hall                                                    | Buổi diễn solo của Umeyama Cocona                                                                              |
| 2020 | LAPIS ARCH Valentine LIVE 2020 ～Sweet & Bitter Youth～ | 14/2        |                                                                         | |
| 2020 | NMB48 10th Anniversary LIVE ～Kokoro wo Hitotsu ni, One for all, All for one～ (NMB48 10th Anniversary LIVE ～心を一つに、One for all, All for one～)                   | 23/10       | Osaka Jou Hall                                                          | Kỷ niệm 10 năm hoạt động của nhóm                                                                              |
| 2020 | NMB48 Next Gen Concert ～Namba Shika Katan!～(NMB48次世代コンサート～難波しか勝たん！～)                                                                                | 24/10       | Osaka Jou Hall                                                          | |
| 2020 | Yoshida Akari Graduation Concert ～Sayonara Pink Sayonara Idol～ (吉田朱里卒業コンサート〜さよならピンクさよならアイドル〜)                                             | 24/10       | Osaka Jou Hall                                                          | Buổi diễn tốt nghiệp của Yoshida Akari                                                                         |
| 2020 | Murase Sae Graduation Concert ～Happy Saepy Ending～(NMB48 村瀬紗英卒業コンサート ~Happy Saepy Ending~)                                                                 | 14/12       | Orix Theater                                                            | Buổi diễn tốt nghiệp của Murase Sae                                                                            |
| 2021 | NAMBATTLE ~Tatakawana NMB Chauyarou!~ (NAMBATTLE 〜戦わなNMBちゃうやろっ！〜)                                                                                           | 2/3         | Orix Theater                                                            | |
| 2021 | Yamamoto Ayaka Graduation Concert ~Saigo no Isshoku~ (山本彩加卒業コンサート～最後の一色～)                                                                             | 3/3         | Orix Theater                                                            | Buổi diễn tốt nghiệp của Yamamoto Ayaka                                                                        |
| 2021 | Zepp Osaka Bayside 3DAYS LIVE | 9-11/7      | Zepp Osaka                                                              | |
| 2021 | NMB48 LIVE 2021 in Hatsu Natsu ~HATSU NATSU! HATSU RATSU!~(NMB48 LIVE 2021 in 初夏 〜はつなつ！ハツラツ！〜)                                                            | 14/8        |                                                                         | Các buổi thử giọng sẽ được tổ chức cho Thế hệ thứ 8 của NMB48                                                  |
| 2021 | NMB48 Next Generation Concert ~Tatakawana Jisedai Chauyaro!~ (NMB48 次世代コンサート〜戦わな次世代ちゃうやろっ！〜)                                                     | 14/8        | Osaka Castle Hall                                                       | |
| 2021 | NMB48 Shiroma Miru Graduation Concert ~Mirurun, Sarurun, Arigatou♡~ (NMB48 白間美瑠卒業コンサート〜みるるん、さるるん、ありがとう♡〜)                                   | 15/8        | Osaka Castle Hall                                                       | Buổi diễn tốt nghiệp của Shiroma Miru                                                                          |
| 2021 | NMB48 11th Anniversary LIVE | 3/11        | Osaka-jo Hall                                                           | Kỷ niệm 11 năm hoạt động của nhóm                                                                              |

### Các cuộc tổng tuyển cử
Nhóm tham gia cuộc tổng tuyển cử từ 2011

## Danh sách đĩa nhạc

### Đĩa đơn
| Năm  | #  | Tên                                             | Ngày phát hành |
| ---- | -- | ----------------------------------------------- | -------------- |
| 2011 | 1  | Zetsumetsu Kurokami Shoujo (絶滅黒髪少女)       | 20/7           |
| 2011 | 2  | Oh My God! (オーマイガー!)                      | 19/10          |
| 2012 | 3  | Junjou U-19 (純情U-19)                          | 8/2            |
| 2012 | 4  | Nagiichi (ナギイチ)                             | 9/5            |
| 2012 | 5  | Virginity (ヴァージニティー)                    | 8/8            |
| 2012 | 6  | Kitagawa Kenji (北川謙二)                       | 7/11           |
| 2013 | 7  | Bokura no Eureka (僕らのユリイカ)               | 19/6           |
| 2013 | 8  | Kamonegix (カモネギックス)                      | 2/10           |
| 2014 | 9  | Takane no Ringo (高嶺の林檎)                    | 26/3           |
| 2014 | 10 | Rashikunai (らしくない)                         | 5/11           |
| 2015 | 11 | Don't look back!                                | 31/3           |
| 2015 | 12 | Durian Shounen (ドリアン少年)                   | 15/7           |
| 2015 | 13 | Must be now                                     | 7/10           |
| 2016 | 14 | Amagami Hime (甘噛み姫)                         | 27/4           |
| 2016 | 15 | Boku wa Inai (僕はいない)                       | 3/8            |
| 2016 | 16 | Boku Igai no Dareka (僕以外の誰か)              | 28/12          |
| 2017 | 17 | Warota People (ワロタピーポー)                  | 27/12          |
| 2018 | 18 | Yokubomono (欲望者)                             | 4/4            |
| 2018 | 19 | Boku Datte naichau yo (僕だって泣いちゃうよ)    | 17/10          |
| 2019 | 20 | Tokonoma Seiza Musume (床の間正座娘)            | 20/2           |
| 2019 | 21 | Bokou e Kaere! (母校へ帰れ!)                    | 14/8           |
| 2019 | 22 | Hatsukoi Shijo Shugi (初恋至上主義)             | 6/11           |
| 2020 | 23 | Datte Datte Datte (だってだってだって)          | 19/8           |
| 2020 | 24 | Koi Nanka No thank you! (恋なんかNo thank you!) | 18/11          |
| 2021 | 25 | Shidare Yanagi (シダレヤナギ)                   | 16/6           |

### Album
| Năm  | # | Tên                                                                                  | Ngày phát hành |
| ---- | - | ------------------------------------------------------------------------------------ | -------------- |
| 2013 | 1 | Teppen Tottande! (てっぺんとったんで!)                                               | 27/2           |
| 2014 | 2 | Sekai no Chuushin wa Osaka ya 〜Namba Jichiku〜 (世界の中心は大阪や〜なんば自治区〜) | 13/8           |
| 2017 | 3 | Namba Ai ～Ima, Omou Koto～ (難波愛～今、思うこと～)                                 | 2/8            |

## Danh sách phim & chương trình truyền hình

### Chương trình truyền hình
- NMB48 Geinin! (2012)
- NMB48 Geinin! 2 (2013)
- NMB48 Geinin! 3 (2014)
- NMB to Manabu-kun (NMBとまなぶくん) (2013 - )
- YNN NMB48 Channel (YNN NMB48チャンネル) (2013 - )
- Star Hime Sagashi Tarou (スター姫さがし太郎) (2010 - 2011)
- NMB48 no Kagaijugyou (NMB48の課外授業) (2011 - 2012)
- NMB48 Teens Hakusho (NMB48のティーンズ白書) (2012)
- NMB48 Naniwa Nadeshiko (NMB48 なにわなでしこ) (2011)
- Aru Aru YY Terebi (あるあるYYテレビ) (2012 -2013)
- NMB48 NUMBER SHOT
- Docking 48 (どっキング48) (2011 - 2013)
- Brain Athlete (2012)
- NMB48 Geinin! (NMB48 げいにん!) (2012 - 2014)
- Mezase 100-man en Black Million (目指せ１００万円) (2015)

### Phim tài liệu
- NMB48 Geinin! THE MOVIE Owarai Seishun Girls! (2013)
- DOCUMENTARY of NMB48 (2016)

### Game
- AKB48 Official Music Game (2014)
- NMB48 no Mahjong Teppen Tottande! (2018)

### Chương trình radio
- TEPPEN Radio (NMB48のTEPPENラジオ) (2011 - )
- NMB48 Gakuen (NMB48学園) (2011 - )
- NMB48 no Listen Please (NMB48のりっすんぷりーず!) (2011 - 2014)
- GION RADIO (GIONラジオ)
- Takano Yui and Murase Sae Radio
- Rika to Ayaka no Girls Talk/Rika to Dareka no Girls Talk

## Giải thưởng và thành tựu
| Năm  | Giải thưởng                 | Hạng mục           | Đề cử                                                                               | Kết quả   |
| ---- | --------------------------- | ------------------ | ----------------------------------------------------------------------------------- | --------- |
| 2012 | 26th Japan Gold Disc Awards | Best 5 new artists | NMB48                                                                               | Đoạt giải |
| 2015 | 29th Japan Gold Disc Awards | Best 5 Albums      | Sekai no Chuushin wa Osaka ya ~Namba Jichiku~ (世界の中心は大阪や 〜なんば自治区〜) | Đoạt giải |
| 2016 | BLOG of the Year 2015       | Special Award      | NMB48                                                                               | Đoạt giải |
| 2019 | BLOG of the Year 2018       | Excellence Award   | NMB48                                                                               | Đoạt giải |